# Farmer City, Illinois
Farmer City là một thành phố thuộc quận DeWitt, tiểu bang Illinois, Hoa Kỳ. Năm 2010, dân số của thành phố này là 2037 người.

## Dân số
Dân số qua các năm:
- Năm 2000: 2055 người.
- Năm 2010: 2037 người.